# Gruppo Sportivo Almas Roma 1981-1982
Questa pagina raccoglie le informazioni riguardanti l'ALMAS Roma nelle competizioni ufficiali della stagione 1981-1982.

## Rosa
| N. |                   | Ruolo | Calciatore          |
| -- | ----------------- | ----- | ------------------- |
|    | Italia (bandiera) | D     | Augusto Agostini    |
|    | Italia (bandiera) | A     | Roberto Antelmi     |
|    | Italia (bandiera) | D     | Aldo Anzuini        |
|    | Italia (bandiera) | D     | Stefano Astolfi     |
|    | Italia (bandiera) |       | Branchetti          |
|    | Italia (bandiera) | P     | Mauro Cherubini     |
|    | Italia (bandiera) | A     | Sandro Cristiani    |
|    | Italia (bandiera) | P     | Valentino Cuccunato |
|    | Italia (bandiera) | C     | Luigi Curti         |
|    | Italia (bandiera) | D     | Orlando Deriu       |
|    | Italia (bandiera) | C     | Paolo De Simoni     |
|    | Italia (bandiera) | C     | Piero Donatini      |
|    | Italia (bandiera) | C     | Ettore Groppi       |

| N. |                   | Ruolo | Calciatore           |
| -- | ----------------- | ----- | -------------------- |
|    | Italia (bandiera) |       | Leone                |
|    | Italia (bandiera) | C     | Maurizio Manieri     |
|    | Italia (bandiera) | C     | Agenore Maurizi      |
|    | Italia (bandiera) | C     | Roberto Menichelli   |
|    | Italia (bandiera) | A     | Luca Petrini         |
|    | Italia (bandiera) | A     | Massimo Scaiola      |
|    | Italia (bandiera) | D     | Stefano Serami       |
|    | Italia (bandiera) | C     | Fabrizio Stacchiotti |
|    | Italia (bandiera) | A     | Fabrizio Venturini   |
|    | Italia (bandiera) |       | Venutolo             |
|    | Italia (bandiera) | A     | Alberto Vitali       |
|    | Italia (bandiera) | A     | Ronaldo Zamberla     |
|    | Italia (bandiera) | C     | Marco Zenari         |